# Mombarcaro
Mombarcaro je obec v Itálii, v provincii Cuneo v oblasti Piemont. K 31. prosinci 2010 zde žilo 281 obyvatel.

## Sousední obce
Camerana, Gorzegno, Monesiglio, Murazzano, Niella Belbo, Paroldo, Prunetto, Sale San Giovanni, San Benedetto Belbo